# Австралийский погоныш
Австралийский погоныш (лат. Porzana fluminea) — вид птиц из семейства пастушковых. Распространён в Австралии и на Тасмании.

## Описание
Австралийский погоныш имеет длину 19—23 см и вес 50—75 г. Обычно самки немного легче самцов. Размах крыльев составляет 27—33 см. Птица очень маленькая, оперение покрыто белыми крапинками, сине-серогоцвета с черными полосами спина коричневая, чёрный хвост с толстой белой каймой, клюв и лапы желтые. Эта птица часто держит хвост возведенным вверх. Самка похожа на самца, но более тусклая, с меньшей контрастностью окраски оперения. Эта птица также известна как пятнистый или водяной погоныш.

## Распространение
Распространён в заболоченных местах Австралии и на Тасмании. Обитает в пресноводных и соленых водно-болотных местах с густыми тростниковыми зарослями, с плавучей растительностью на мелководье, где добывает корм на илистых берегах, часто на открытом воздухе. Его также можно заметить вдали от воды.

## Питание
Австралийские погоныши питаются семенами, насекомыми, моллюсками, ракообразными и пауками. Обычно они добывают пищу рано или поздно днем. Они кормятся на илистых равнинах и в зарослях тростника.

## Размножение
Австралийские погоныши гнездятся в болотах или озёрах, где есть растительность, укрывающая их, такая как камыш, трава, низкие кустарники и кувшинки. Иногда эти птицы гнездятся на свисающих ветвях деревьев. Гнезда погонышей бывают разной конструкции: плоские и хрупкие гнездышки из мягкой травы, гнезда из тонкого тростника, переплетенным по троснику, иногда гнезда бывают с крышей.

## Поведение
Австралийский погоныш не является мигрирующим видом. Также чаще всего погоныши выходят из укрытия после проливных дождей и наводнений.